# Dying Is Your Latest Fashion
| Recensione      | Giudizio |
| --------------- | -------- |
| AbsolutePunk    |          |
| AllMusic        |          |
| Metalitalia.com |          |
| Punknews        |          |
| Ultimate Guitar | 8.8/10   |

Dying Is Your Latest Fashion è il primo album in studio del gruppo musicale statunitense Escape the Fate, pubblicato il 26 settembre 2006 dalla Epitaph Records.

## Descrizione
L'album contiene nove brani inediti più due già precedentemente pubblicati nell'EP There's No Sympathy for the Dead, There's No Sympathy For The Dead e The Guillotine. Il titolo dell'album deriva da una frase all'interno del brano Situations, unico singolo estratto, inserito precedentemente nella raccolta Unsound della Epitaph Records.
Reverse This Curse è presente nella colonna sonora di Tony Hawk's Downhill Jam.

## Tracce
Testi e musiche di Escape the Fate, eccetto dove indicato.
1. The Webs We Weave – 2:53
2. When I Go Out, I Want to Go Out on a Chariot of Fire – 4:01
3. Situations – 3:07
4. The Guillotine – 4:32
5. Reverse This Curse – 3:40
6. Cellar Door – 4:35
7. There's No Sympathy for the Dead – 5:25
8. My Apocalypse – 4:43
9. Friends and Alibis – 4:10
10. Not Good Enough for Truth in Cliché – 3:51 (musica: Escape the Fate, Mike Booth)
11. The Day I Left the Womb – 2:24

Traccia bonus nell'edizione giapponese
1. Make Up – 3:32

## Formazione
Gruppo
- Ronnie Radke – voce
- Omar Espinosa – chitarra ritmica, cori
- Bryan Money – chitarra solista
- Max Green – basso, cori
- Robert Ortiz – batteria, percussioni

Altri musicisti
- Michael "Elvis" Baskette – scream
- Dave Holdredge – violoncello
- Jef Moll – programmazione

Produzione
- Ryan Baker – produzione
- Michael "Elvis" Baskette – produzione, missaggio
- Dave Holdredge – ingegneria del suono, missaggio
- Marlene Guidara – fotografia
- Nick Pritchard – design, direzione artistica

## Classifiche
| Classifica (2006)         | Posizione massima |
| ------------------------- | ----------------- |
| Stati Uniti (heatseekers) | 12                |
| Stati Uniti (independent) | 19                |